# زگت
زِگَت (انگلیسی: Zagat) سازمانی است که توسط یک زن و شوهر به نام تیم و نینا زگت در سال ۱۹۷۹ بنیان نهاده شده و کارش، نقد و بررسی رستوران‌ها و جمع‌آوری داده‌ها و نظرهای مشتریان دربارهٔ رستوران هاست. برای نخستین نمونه از راهنمای غذاخوری‌ها، این دو تمرکز خود را بر رستوران‌های شهر نیویورک قرار دادند و به نظرسنجی از دوستان خود اکتفا کردند. در اوج فعالیت خود در سال ۲۰۰۵، نقد و بررسی وبگاه زِگَت دربرگیرندهٔ ۷۰ شهر بود، با بررسی نظرات و نقدها و اطلاعات به‌دست آمده از ۲۵۰٬۰۰۰ نفر و ارائه رتبه‌بندی رستوران‌ها، هتل‌ها، تفریحات شبانه، خرید، باغ‌وحش‌ها، موزه‌ها، موسیقی، فیلم، تئاتر، زمین‌های گلف، و خطوط هوایی که اینک به صورت کتابچه‌ای فروخته می‌شود و قبلاً فقط به صورت اشتراک پولی در وبگاه زِگَت در دسترس بودند.
گوگل مالکیت زِگَت را در سپتامبر ۲۰۱۱ با پرداخت بیش از ۱۵۰ میلیون دلار در اختیار گرفت، ارائه نقدها و رتبه‌بندی‌های این سازمان به بخشی از گروه «جغرافیا و تجارت گوگل» تبدیل شد و در نهایت کاملاً در خدمات گوگل ادغام شد. گوگل در ۲۹ ژوئیه ۲۰۱۳ وبگاه زِگَت را با رابط کاربری بهتر راه اندازی کرد، اما در آغاز پوشش سایت را از ۳۰ شهر به ۹ شهر کاهش دادند. اندکی بعد، یک پایگاه داده قابل جستجو از بررسی‌های ۲۱ شهر دیگر  منتشر شد، و تلاش کردند شهرهای بیشتری را در بررسی‌ها و نقدهای خود بگنجانند. در دسامبر ۲۰۱۲، گوگل اعلام کرد که اکثر کارمندان تمام‌وقت سابق زِگَت را که قراردادشان پیش‌تر در زمان خرید، به‌عنوان پیمانکار تمدید شده بودند، اخراج می‌کند، که منجر به گزارش‌های تجاری پیشگویانه‌ای شد که آیندهٔ انتشار کتاب زِگَت را تاریک توصیف می‌کرد و گزارش‌های بعدی حاکی از که محدود شدن کارهای انتشاراتی آنها بود. صرف نظر از این وقایع، خرید و ادغام زِگَت توسط گوگل، آن را به برندی قوی در زمینهٔ بررسی و توصیه رستوران‌های محلی تبدیل کرد و محتوای فراوان برای جستجوهای مبتنی بر مکان به آن افزود.
در ۶ مارس ۲۰۱۸، گوگل این شرکت را به پلتفرم کشف رستوران موسوم به اینفچوئیشن به مبلغ نامشخصی فروخت. در سپتامبر ۲۰۲۱، اینفچوئیشن توسط جی‌پی مورگان چیس به مبلغ نامشخصی خریداری شد.